# Драголюб Симонович
Драголюб Симонович (на сръбски: Драгољуб Симоновић) е бивш футболист и треньор по футбол на Литекс (Ловеч). Роден е на 30 октомври 1972 г. в Белград бивша Югославия.

## Състезателна кариера
Играе като полузащитник и атакуващ полузащитник за Хайдук (Кула) от 1994 до 1995, привлечен в тима на Литекс Ловеч през лятото на 1997. В ловешкия клуб го довежда сръбския специалист Драголюб Беклавац и след Игор Богданович и Златомир Загорчич, Дуци става третият сърбин в състава като това са и първите чужденци обличали екипа на Литекс Ловеч. Официален дебют с оранжевия екип прави на 3 август 1997 в мач от първия кръг на А група срещу отбора на Миньор Перник, спечелен от ловчалии с 2:0. Първият си гол за Литекс Ловеч отбелязва на 9 август при гостуването на Етър Велико Търново в мач от втория кръг на шампионата и спечелен от оранжевите с 1:3. Притежава брилянтна техника и отличен поглед върху играта което още в първия му сезон го превръща в един от най-добрите полузащитници в България. Става неизменна част от най-големите успехи на Литекс Ловеч, същевременно автор и на едни от най-красивите попадения в историята на клуба. Топовните му шутове и головете от далечно разстояние стават негова запазена марка. С оранжевите печели две поредни титли, през 1997/98 и 1998/99, както и купата на България за 2000/01. В началото на Сезон 2001/02 е привлечен в отбора на ЦСКА, но поради неизлекувана контузия записва едва две срещи и в края на сезона прекратява своята състезателна кариера. Избран е в Идеалния отбор на Литекс Ловеч за десетилетието, а името му е записано в Алеята на славата на ловешкия клуб.
Притежава български паспорт и дори записва един мач за Националния отбор на България.
След прекратяване на състезателната си кариера е старши треньор на Белите орли през 2003. Назначен е за треньор на Литекс Ловеч през 2004, но е освободен в края на годината. През 2005/06 е помощник-треньор в Литекс Ловеч. В периода 2006/08 е старши треньор в Сливен, след кратък престой в Спартак Варна през 2009, отново води Сливен до 2010. На 31 август 2011 е назначен за главен мениджър в ЦСКА, а от 23 октомври е съветник на старши треньора Димитър Пенев, реално работят в тандем. Освободен е от ЦСКА на 5 март 2012.